# Johan Leijonhielm

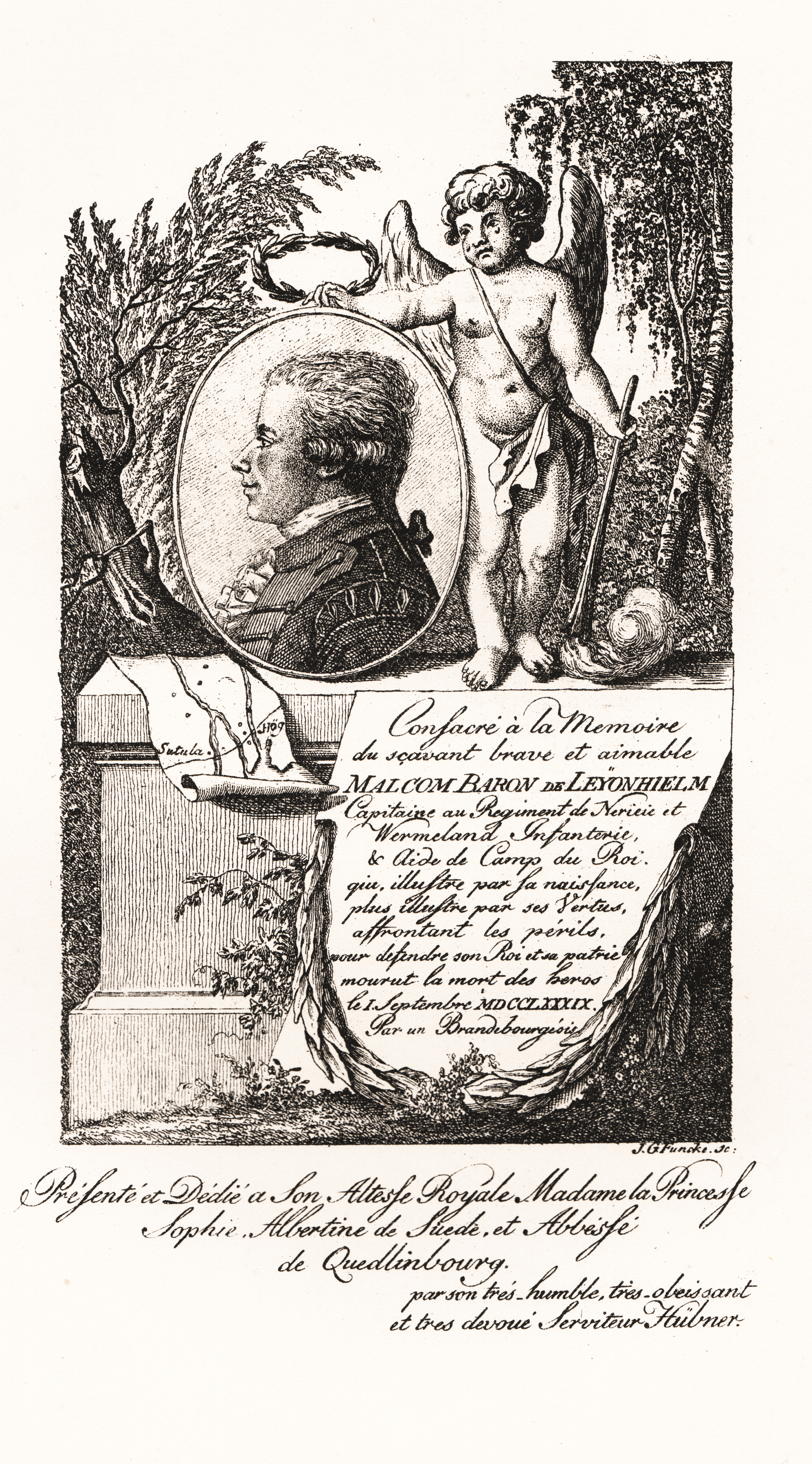
Johan Leijonhielm. Kopparstick.

Johan Leijonhielm, född 26 april 1764, död 1 september 1789, var en svensk militär.
Leijonhielm blev fänrik vid änkedrottningens regemente 1779 och kavaljer hos Sofia Albertina 1782, kapten och regementskvartermästare 1787. Han sköts ihjäl vid reträtten från Högfors. Han hade då blivit major.
Johan Leijonhielm var medlem i Par Bricole och invaldes 1787 som ledamot nummer 98 i Kungliga Musikaliska Akademien.